# Marina Nani
Marina Nani, auch Marina Nani Foscari (* um 1400 in Venedig; † 1473 ebenda), war durch die 1415 geschlossene Ehe mit dem Dogen Francesco Foscari während seiner Amtszeit vom 15. April 1423 bis zu seiner Absetzung am 21. Oktober 1457 Dogaressa der Republik Venedig. Mit mehr als 34 Jahren hatte sie somit die längste Amtszeit aller Dogaresse. Zugleich spielte sie eine ungewöhnlich deutliche Rolle im rituellen Leben, sowohl bei der Krönung, als auch bei den Empfängen auswärtiger Potentaten, sowie als Repräsentantin der Stadt.

## Leben

### Frühe Ehe (1415), Herkunft, eigene Familie
In erster Ehe hatte Francesco Foscari 1395 Maria Priuli di Andrea di Lorenzo geheiratet, eine Erbin aus dem Familienzweig der Priuli, der bezeichnenderweise den Namen „dal banco“ trug. Mit ihr hatte er zwei Söhne und zwei Töchter, namentlich Girolamo, Lorenzo, Bianca und Camilla, doch starb sie bereits 1414.
1415 heiratete Francesco Foscari erneut, diesmal die ebenfalls vermögende, recht junge Marina Nani, die Tochter von Bartolommeo Nani. Mit ihr hatte er neun Kinder, nämlich fünf Töchter und vier Söhne, die jedoch alle – mit Ausnahme des Zweitgeborenen Jacopo – 1425 und 1437 an der Pest starben.
Nach Andrea Da Mosto hatte das Paar zehn Kinder, nämlich fünf Söhne. Diese waren Giacomo, Donato, Giovanni, Domenico und Lorenzo. Außerdem hatte das Paar fünf Töchter, nämlich Maria, die allein blieb, Camilla, die Andrea Donà heiratete, Paola, die Girolamo Michiel, Bianca, die Marco Ruzzini heiratete und schließlich Benedetta, Ehefrau des Andrea Trevisan.
Dazu ergänzt Giuseppe Gullino, Camilla habe zunächst Pietro Bernardo geheiratet, der jedoch gestorben sei, woraufhin die Witwe erst Andrea Donà ehelichte; zudem heiratete nach Gullino eine sechste Tochter namens Paola einen Girolamo Michiel. Damit kommt Gullino auf elf Kinder.
Während fast alle Töchter im Rahmen der für die patrizischen Familien typischen Heiratspolitik gewinnbringend untergebracht wurden, war das Schicksal der Söhne tragisch. Giacomo starb 1437 exiliert, die anderen an der Pest.

### Dogaressa (1423–1457)
Marina Nani galt als die bei weitem bekannteste und in der Öffentlichkeit sichtbarste Dogaressa des 15. Jahrhunderts. Im Gegensatz zu den Ehefrauen der genuesischen Dogen, die keinerlei Sonderfunktion in der Öffentlichkeit wahrzunehmen hatten, wurden die venezianischen Dogaresse zunehmend, ähnlich wie die Dogen, zum bedeutendsten Staatssymbol, geradezu der Inkarnation der Republik. Der Prunk der Staatszeremonien nahm zu, so dass 1449 ein neuer, größerer Bucintoro gebaut werden sollte. Ab 1457 war den Dogaresse ein Gewand vorgeschrieben, das sie zu tragen hatten, sobald sie den Dogenpalast verließen.
Dabei erhielt die Dogaressa die Aufgabe, bei Staatsempfängen anwesend zu sein, das heißt vor allem beim Empfang auswärtiger Magnaten. Bei der Abreise begleiteten Doge, Dogaressa und Signoria die Gäste Bianca Visconti Sforza und Maria von Aragon bis nach Malamocco, bzw. Chioggia. Der zeremonielle Aufwand mit Empfängen, Prozessionen, Schiffsreisen konnte so anstrengend sein, dass, wie Marin Sanudo schreibt, Marina Nani 1440 wegen völliger Erschöpfung zu ihrem Palast gebracht werden musste.
Als Kaiser Friedrich III. nebst seiner Ehefrau Eleonore von Portugal in die Stadt einzog, war die Dogaressa neben drei weiteren Frauen für den Empfang der Kaiserin verantwortlich. Sie erhielt sogar die Aufgabe, offizielle Grüße zu übermitteln und schöne Worte zu finden, was ansonsten den Dogaresse keineswegs zustand, sieht man vom öffentlichen Eid auf ihre Amtsführung in der promissione ab. Zudem musste Marina Nani die Rolle ihrer Schwiegertochter übernehmen, denn diese war nicht anwesend, was sich daraus erklärt, dass Nanis Sohn wegen Verrats angeklagt war. Das Schiff fuhr von San Nicolò di Lido, wo die Kaiserin abgeholt wurde, nach San Giorgio Maggiore und den Canal Grande aufwärts bis San Stae, zum Haus des Matteo Vitturi.
Bei solchen Gelegenheiten fiel der Dogaressa auch die Aufgabe zu, eine Art Stadtführung zu übernehmen. Damit wurde die Dogaressa zu einem besonderen Mittel der Propaganda und der Zurschaustellung der Reichtümer und Besonderheiten der Stadt, aber auch ihrer Macht, wie der Besuch des Arsenals nahelegt. Wie Agostino Agostini berichtet, konnte ein solcher Besuch zu dermaßen ausufernden Besuchermassen führen, dass beim Besuch der Maria von Aragon an der Rialtobrücke ein Geländer einbrach, so dass viele ertranken.

### Staatsbegräbnis für Francesco Foscari
Marina Nani, deren Sohn gefoltert und in der Verbannung gestorben, deren Mann gestürzt und öffentlich gedemütigt worden war, verweigerte zunächst die Herausgabe des Leichnams ihres Ehemanns mit dem Hinweis darauf, dass ein solches Begräbnis Heuchelei sei. Schließlich lenkte sie jedoch ein. Unter Anwesenheit des neuen Dogen Pasquale Malipiero wurde sein Sarg in der Kirche Santa Maria Gloriosa dei Frari feierlich beigesetzt. Nani zog sich aus dem öffentlichen Leben zurück.